# Can Gener (Saus, Camallera i Llampaies)
Can Gener és una casa de Llampaies, al municipi de Saus, Camallera i Llampaies (Alt Empordà) que forma part de l'Inventari del Patrimoni Arquitectònic de Catalunya. Està situat dins del petit nucli urbà de la població de Llampaies, al bell mig del terme, formant cantonada entre el carrer de l'Església i el de Ponent.

## Descripció
És un edifici de planta rectangular, format per dos cossos adossats, amb les cobertes de dues vessants de teula. L'edifici principal està format per tres crugies perpendiculars a la façana principal i està distribuït en planta baixa, pis i altell. Davant la façana hi ha adossat un cos rectangular, amb terrassa al nivell del pis i un petit cobert a l'extrem de llevant. Es conserven les impromptes de dues arcades de mig punt, que en origen bastien la planta baixa i que actualment estan tapiades. La façana principal presenta un portal d'arc de mig punt, fet amb grans dovelles amb la clau gravada, sembla que amb la data 1271.
Al costat hi ha una altra porta, per accedir al cos adossat al principal, que presenta la data 1554. Al pis, damunt del portal, hi ha una finestra geminada trilobulada, amb columneta i capitell decorat, i al seu costat, una altra emmarcada amb carreus de pedra, que dona a la terrassa adossada. A l'altre extrem de la façana hi ha una altra finestra rectangular, amb guardapols motllurat. Destaca la finestra cantonera de l'angle sud-oest, dividida per una columna i emmarcada amb carreus de pedra. Presenta la llinda gravada amb una inscripció i la data 1599. L'element més destacable de la façana és el ràfec de la teulada. Són tres fileres de rajoles i teules decorades amb elements pintats en els colors vermell i blanc, amb motius geomètrics, vegetalsi animals. En un tram es llegeix la inscripció "MARTI BATLLA ME FESIT 1802" i en un altre la data 1780. De l'interior destaca la sala, de gran alçada i coberta amb empostissat de fusta. Es comunica amb la resta de cambres mitjançant portes de punt rodó adovellades, amb un emblema gravat en relleu a la clau.
La construcció és bastida amb pedra desbastada, lligada amb morter. El cos principal presenta carreus ben desbastats al centre del parament i també a les cantonades. Malgrat tot, la resta del parament es troba arrebossat.

## Història
El casal segurament data dels segles XV-XVI. A la façana apareixen les dates del 1554 (porta del cos dret de l'edifici) i 1599 (finestra cantonera). Al llarg dels anys ha anat experimentant modificacions diverses. El ràfec de la teulada és d'un període posterior: la data del 1780 apareix a la part més baixa del ràfec, i la del 1802 a la part alta.